# Sueños (álbum de intocable)
Sueños es el décimo álbum de la banda Intocable. Fue lanzado el 9 de abril de 2002.

## Lista de canciones
| N.º   | Título                   | Duración |  |
| 1.    | «Sueña»                  | 04:16    |  |
| 2.    | «Vuelve»                 | 03:48    |  |
| 3.    | «Te Sigo Amando»         | 03:33    |  |
| 4.    | «Jamás Te Dije»          | 03:38    |  |
| 5.    | «Muy A Tu Manera»        | 02:59    |  |
| 6.    | «Alguien Como Tú»        | 03:40    |  |
| 7.    | «Desolación»             | 03:43    |  |
| 8.    | «Más Débil Que Tú»       | 04:03    |  |
| 9.    | «El Poder De Tus Manos»  | 03:02    |  |
| 10.   | «Si Te Vas»              | 04:24    |  |
| 11.   | «¿En Qué Fallamos?»      | 03:09    |  |
| 12.   | «Nada Es Igual»          | 03:32    |  |
| 13.   | «Voy A Extrañarte»       | 04:07    |  |
| 14.   | «Más Que Un Sueño»       | 02:52    |  |
| 15.   | «¡Cómo Te Extraño!»      | 03:12    |  |
| 16.   | «Sueña - Versión Balada» | 04:12    |  |
| 58:17 |                          |          |  |

Los temas que incluyeron video musical fueron Sueña y El Poder De Tus Manos
Es el único álbum en sacar tres portadas diferentes. 